# Дългоопашата вдовица
Дългоопашата вдовица (Euplectes progne) е вид птица от семейство Ploceidae.

## Разпространение
Видът е разпространен в Ангола, Ботсвана, Замбия, Демократична република Конго, Кения, Лесото, Свазиленд и Южна Африка.